# Zeta Lupi
Zeta Lupi is een ster in het sterrenbeeld Wolf. De ster heeft een magnitude van 3,41.